# Bantam Press
Bantam Press est un éditeur[Depuis quand ?] appartenant à la société Transworld, étant elle-même la branche britannique de la société Random House.
La société se situe à Ealing et publie des auteurs britanniques célèbres tels que Sophie Kinsella ou Richard Dawkins.